# Stadt- und Landrecht (Österreich)
Das k.k. Stadt- und Landrecht war bis 1868 in den österreichischen Ländern der Habsburgermonarchie eine staatliche Behörde mit Kompetenzen, die heute von der Landesregierung und dem Landesgericht ausgeübt werden.